# Camellia yunnanensis
Hầu tử mộc hay trà Vân Nam (danh pháp hai phần: Camellia yunnanensis) là một loài thực vật thuộc chi Trà. Cây cao 1,3-7 mét. Lá của nó là elip rộng elip hoặc hình trứng, elip, thẳng và nhọn. Cây này có màu xanh lá cây đậm. Hoa đơn màu trắng.

## Phân loài
- Camellia yunnanensis var. camellioides
- Camellia yunnanensis var. yunnanensis